# Spiradiclis hainanensis
Spiradiclis hainanensis är en måreväxtart som beskrevs av Hsien Shui Lo. Spiradiclis hainanensis ingår i släktet Spiradiclis och familjen måreväxter.
Artens utbredningsområde är Hainan (Kina). Inga underarter finns listade i Catalogue of Life.